# Parafia Wniebowzięcia Najświętszej Maryi Panny w Copiague
Parafia Wniebowzięcia Najświętszej Maryi Panny w Copiague (ang. Our Lady of The Assumption Parish) – parafia rzymskokatolicka położona w Copiague, na Long Island w stanie Nowy Jork, Stany Zjednoczone.
Jest ona wieloetniczną parafią w diecezji Rockville Centre, z mszami świętymi odprawianymi w trzech językach: angielskim, hiszpańskim oraz w j. polskim dla polskich imigrantów.
Ustanowiona w 1928 roku, pod wezwaniem Wniebowzięcia Najświętszej Maryi Panny. 

## Proboszczowie
- ks. Dariusz Koszyk (2011–2025)[1]
- ks. Piotr Narkiewicz (2025– )[2]

## Szkoły
- St. Michael's Polish School